# Living in Sin
Living in Sin – ballada rockowa zespołu Bon Jovi, wydana na singlu w 1989 roku przez wytwórnię Mercury. Utwór jako piąta z kolei mała płyta promowała ich album New Jersey. Podobnie jak SP z „Living in Sin”, także pozostałe cztery krążki z albumu New Jersey znalazły się w czołowej dziesiątce amerykańskiej listy przebojów Hot 100 sporządzanej przez Billboard. Singiel dotarł do 9. pozycji zestawienia, zajął także 37. miejsce notowania Mainstream Rock Tracks. W Szwajcarii utwór sklasyfikowano na 20. miejscu listy Schweizer Hitparade.

## Spis utworów

### Płyta gramofonowa (7")
Sporządzono na podstawie materiału źródłowego.
1. „Living In Sin” (4:36)
2. „Love Is War” (4:12)

### Płyta CD
Sporządzono na podstawie materiału źródłowego.
1. „Living In Sin” (4:40)
2. „Love Is War” (4:15)
3. „Blood On Blood” (na żywo) (6:50)
4. „Born To Be My Baby” (wersja akustyczna) (4:53)